# 高椋村
高椋村（たかぼこむら）は福井県坂井郡にあった村。現在の坂井市の中央部、丸岡市街の南方・西方一帯にあたる。

## 地理
- 河川 ： 竹田川

## 歴史
- 1889年（明治22年）4月1日 - 町村制の施行により、一本田福所村、笹和田村、舟寄村、長崎村、枯木高柳村、吉政村、八ツ口村、今福村、寅国村、新間村、儀間村、牛ヶ島村、長崎高瀬村、豊原高瀬村、四ツ柳村、筑後清水村、末政村、山崎三ヶ村、大森村、野中山王村、板倉村、油為頭村、高田村、一本田中村の区域の一部、西里丸岡村の区域の一部、一本田村の区域の一部、西瓜屋村の区域の一部及び丸岡町の区域の一部（丸岡乾町の区域の一部、丸岡八幡町の区域の一部及び丸岡下田町の区域のの一部）の区域をもって、高椋村が発足する。
- 1955年（昭和30年）3月31日 - 丸岡町、長畝村、竹田村、高椋村、鳴鹿村及び磯部村が合併して、改めて丸岡町が発足する。

## 交通

### 鉄道路線
- 京福電気鉄道
  - 永平寺線
    - 西瓜屋駅 - 末政駅 - 油駅

  - 丸岡線
    - 舟寄駅 - 一本田駅

### 道路
- 国道8号